# Dipôle permanent
En chimie, un dipôle permanent résulte d'une asymétrie dans la distribution des charges électroniques au sein d'une molécule. Dans le cas d'une molécule linéaire, le dipôle permanent résulte de la différence d'électronégativité entre les deux atomes ce qui entraine l'apparition d'un pôle négatif sur l'atome le plus électronégatif et un pôle positif, égal en valeur absolue, sur l'atome le moins électronégatif. L'exemple le plus classique est la molécule d'H2O. 

Le terme moment dipolaire permanent est surtout utilisé dans le contexte des forces intermoléculaires. Il ne doit pas être confondu avec le dipôle induit qui se produit à un moment donné dans un atome ou une molécule à la suite d'une déformation du nuage électronique.